# Zoran Dragić
Zoran Dragić (Lubiana, 22 giugno 1989) è un cestista sloveno.

## Carriera
Ha preso parte ai FIBA EuroBasket 2011 con la Nazionale di pallacanestro della Slovenia, facendo parte stabilmente della nazionale fino ai Mondiali 2014.
Nel 2017 lo sloveno si infortuna al crociato mentre militata nell’Olimpia Milano, infortunio che lo costrinse a saltare gran parte della stagione e lo relega ad un ruolo marginale nella stagione successiva. Dragic si trasferisce all’Efes Istanbul, in Turchia dove si ristabilisce e viene nominato MVP della settimana di Eurolega. Ma nel febbraio del 2018 viene fermato da un nuovo infortunio al crociato, sempre lo stesso, durante la finale di Coppa di Turchia vinta poi dai suoi compagni.

### In Italia
Il 7 luglio 2016 passa all'Pallacanestro Olimpia Milano con cui vince Supercoppa Italiana e Coppa Italia.
La stagione successiva, il 20 novembre 2017, rescinde consensualmente il contratto con la società milanese
L'8 gennaio 2019 firma per l'Alma Pallacanestro Trieste che grazie anche alla sua ritrovata forma fisica, si guadagna i Play-Off.

## Statistiche

### NBA

#### Regular Season
| Anno      | Squadra      | PG | PT | MP  | TC%  | 3P%  | TL%  | RP  | AP  | PRP | SP  | PP  |
| --------- | ------------ | -- | -- | --- | ---- | ---- | ---- | --- | --- | --- | --- | --- |
| 2014-2015 | Phoenix Suns | 6  | 0  | 2,2 | 25,0 | 0,0  | 66,7 | 0,5 | 0,2 | 0,0 | 0,0 | 1,0 |
| 2014-2015 | Miami Heat   | 10 | 1  | 6,2 | 40,9 | 33,3 | 50,0 | 0,5 | 0,4 | 0,2 | 0,0 | 2,2 |
| Carriera  | Carriera     | 16 | 1  | 4,7 | 36,7 | 21,4 | 60,0 | 0,5 | 0,3 | 0,1 | 0,0 | 1,8 |

### Eurolega
| Anno      | Squadra         | PG  | PT | MP   | TC%  | 3P%  | TL%  | RP  | AP  | PRP | SP  | PP   |
| --------- | --------------- | --- | -- | ---- | ---- | ---- | ---- | --- | --- | --- | --- | ---- |
| 2012-2013 | Málaga          | 22  | 13 | 16,3 | 39,8 | 12,9 | 74,1 | 3,0 | 0,5 | 0,7 | 0,0 | 4,5  |
| 2013-2014 | Málaga          | 22  | 19 | 22,9 | 41,3 | 35,4 | 70,3 | 2,7 | 1,6 | 0,7 | 0,1 | 10,9 |
| 2015-2016 | Chimki          | 24  | 5  | 16,7 | 49,0 | 33,8 | 62,2 | 2,5 | 0,8 | 0,8 | 0,0 | 8,0  |
| 2016-2017 | Olimpia Milano  | 23  | 14 | 19,2 | 44,5 | 29,6 | 72,7 | 2,2 | 0,7 | 0,7 | 0,2 | 7,0  |
| 2017-2018 | Anadolu Efes    | 14  | 10 | 28,1 | 42,9 | 30,4 | 85,3 | 2,1 | 2,7 | 0,8 | 0,1 | 10,6 |
| 2019-2020 | Saski Baskonia  | 5   | 1  | 17,4 | 36,7 | 35,7 | 70,6 | 2,0 | 0,4 | 0,6 | 0,0 | 7,8  |
| 2020-2021 | Saski Baskonia  | 33  | 3  | 18,0 | 42,1 | 28,4 | 78,7 | 1,6 | 0,9 | 0,6 | 0,0 | 8,5  |
| 2021-2022 | Žalgiris Kaunas | 9   | 5  | 13,2 | 29,3 | 25,0 | 70,0 | 1,2 | 0,6 | 0,4 | 0,1 | 3,9  |
| Carriera  | Carriera        | 152 | 70 | 19,1 | 42,5 | 30,0 | 73,7 | 2,2 | 1,0 | 0,7 | 0,1 | 7,9  |

### Eurocup
| Anno      | Squadra           | PG | PT | MP   | TC%  | 3P%  | TL%  | RP  | AP  | PRP | SP  | PP   |
| --------- | ----------------- | -- | -- | ---- | ---- | ---- | ---- | --- | --- | --- | --- | ---- |
| 2011-2012 | Krka Novo mesto   | 12 | 11 | 28,8 | 50,5 | 25,0 | 65,3 | 4,8 | 2,1 | 1,5 | 0,2 | 11,2 |
| 2019-2020 | Ulma              | 7  | 7  | 25,5 | 38,5 | 31,4 | 63,6 | 2,1 | 2,0 | 1,1 | 0,0 | 14,1 |
| 2021-2022 | Cedevita Olimpija | 12 | 11 | 26,1 | 45,2 | 27,3 | 71,0 | 5,4 | 1,8 | 0,7 | 0,1 | 10,7 |
| 2022-2023 | Cedevita Olimpija | 8  | 4  | 24,9 | 35,7 | 38,9 | 81,6 | 2,9 | 3,5 | 0,8 | 0,1 | 11,9 |
| 2023-2024 | Cedevita Olimpija | 5  | 2  | 17,4 | 34,8 | 30,0 | 75,0 | 1,4 | 1,2 | 0,6 | 0,0 | 6,2  |
| Carriera  | Carriera          | 44 | 35 | 25,5 | 42,7 | 31,0 | 70,2 | 3,8 | 2,2 | 1,0 | 0,1 | 11,1 |

### Cronologia presenze e punti in Nazionale
| Cronologia completa delle presenze e dei punti in Nazionale - Slovenia | Cronologia completa delle presenze e dei punti in Nazionale - Slovenia | Cronologia completa delle presenze e dei punti in Nazionale - Slovenia | Cronologia completa delle presenze e dei punti in Nazionale - Slovenia | Cronologia completa delle presenze e dei punti in Nazionale - Slovenia | Cronologia completa delle presenze e dei punti in Nazionale - Slovenia | Cronologia completa delle presenze e dei punti in Nazionale - Slovenia | Cronologia completa delle presenze e dei punti in Nazionale - Slovenia |
| Data                                                                   | Città                                                                  | In casa                                                                | Risultato                                                              | Ospiti                                                                 | Competizione                                                           | Punti                                                                  | Note                                                                   |
| ---------------------------------------------------------------------- | ---------------------------------------------------------------------- | ---------------------------------------------------------------------- | ---------------------------------------------------------------------- | ---------------------------------------------------------------------- | ---------------------------------------------------------------------- | ---------------------------------------------------------------------- | ---------------------------------------------------------------------- |
| 29-07-2021                                                             | Saitama                                                                | Slovenia                                                               | 116 - 81                                                               | Giappone                                                               | Olimpiadi 2021 - Fase a gironi                                         | 24                                                                     |                                                                        |
| 3-8-2021                                                               | Saitama                                                                | Slovenia                                                               | 94 - 70                                                                | Germania                                                               | Olimpiadi 2021 - Quarti di finale                                      | 27                                                                     |                                                                        |
| 1-9-2022                                                               | Colonia                                                                | Slovenia                                                               | 92 - 85                                                                | Lituania                                                               | EuroBasket 2022 - Fase a gironi                                        | 1                                                                      |                                                                        |
| 3-9-2022                                                               | Colonia                                                                | Slovenia                                                               | 103 - 83                                                               | Ungheria                                                               | EuroBasket 2022 - Fase a gironi                                        | 9                                                                      |                                                                        |
| 4-9-2022                                                               | Colonia                                                                | Bosnia ed Erzegovina                                                   | 97 - 93                                                                | Slovenia                                                               | EuroBasket 2022 - Fase a gironi                                        | 7                                                                      |                                                                        |
| 6-9-2022                                                               | Colonia                                                                | Germania                                                               | 80 - 88                                                                | Slovenia                                                               | EuroBasket 2022 - Fase a gironi                                        | 3                                                                      |                                                                        |
| 7-9-2022                                                               | Colonia                                                                | Francia                                                                | 82 - 88                                                                | Slovenia                                                               | EuroBasket 2022 - Fase a gironi                                        | 6                                                                      |                                                                        |
| 10-9-2022                                                              | Berlino                                                                | Slovenia                                                               | 88 - 72                                                                | Belgio                                                                 | EuroBasket 2022 - Ottavi di finale                                     | 6                                                                      |                                                                        |
| 14-9-2022                                                              | Berlino                                                                | Slovenia                                                               | 87 - 90                                                                | Polonia                                                                | EuroBasket 2022 - Quarti di finale                                     | 0                                                                      |                                                                        |
| 26-8-2023                                                              | Okinawa                                                                | Slovenia                                                               | 100 - 85                                                               | Venezuela                                                              | Mondiali 2023 - 1º turno                                               | 2                                                                      |                                                                        |
| 28-8-2023                                                              | Okinawa                                                                | Slovenia                                                               | 88 - 67                                                                | Georgia                                                                | Mondiali 2023 - 1º turno                                               | 12                                                                     |                                                                        |
| 30-8-2023                                                              | Okinawa                                                                | Slovenia                                                               | 92 - 77                                                                | Capo Verde                                                             | Mondiali 2023 - 1º turno                                               | 6                                                                      |                                                                        |
| 1-9-2023                                                               | Okinawa                                                                | Slovenia                                                               | 91 - 80                                                                | Australia                                                              | Mondiali 2023 - 2º turno                                               | 7                                                                      |                                                                        |
| 3-9-2023                                                               | Okinawa                                                                | Germania                                                               | 100 - 71                                                               | Slovenia                                                               | Mondiali 2023 - 2º turno                                               | 5                                                                      |                                                                        |
| 5-9-2023                                                               | Manila                                                                 | Canada                                                                 | 100 - 89                                                               | Slovenia                                                               | Mondiali 2023 - Quarti di finale                                       | 10                                                                     |                                                                        |
| 7-9-2023                                                               | Manila                                                                 | Lituania                                                               | 100 - 84                                                               | Slovenia                                                               | Mondiali 2023 - 5º-8º posto                                            | 12                                                                     |                                                                        |
| 9-9-2023                                                               | Manila                                                                 | Italia                                                                 | 85 - 89                                                                | Slovenia                                                               | Mondiali 2023 - 7º posto                                               | 10                                                                     |                                                                        |
| 2-6-2024                                                               | Pireo                                                                  | Croazia                                                                | 108 - 92                                                               | Slovenia                                                               | Qual. Olimpiadi 2024                                                   | 3                                                                      |                                                                        |
| 4-6-2024                                                               | Pireo                                                                  | Slovenia                                                               | 104 - 68                                                               | Nuova Zelanda                                                          | Qual. Olimpiadi 2024                                                   | 0                                                                      |                                                                        |
| 6-7-2024                                                               | Pireo                                                                  | Grecia                                                                 | 96 - 68                                                                | Slovenia                                                               | Qual. Olimpiadi 2024                                                   | 3                                                                      |                                                                        |
| 22‑11‑2024                                                             | Almada                                                                 | Portogallo                                                             | 82 - 74                                                                | Slovenia                                                               | Qual. Euro 2025                                                        | 6                                                                      |                                                                        |
| 25-11‑2024                                                             | Koper                                                                  | Slovenia                                                               | 83 - 82                                                                | Portogallo                                                             | Qual. Euro 2025                                                        | 2                                                                      |                                                                        |
| 8-8-2025                                                               | Lubiana                                                                | Slovenia                                                               | 89 - 103                                                               | Germania                                                               | Amichevole                                                             | 6                                                                      |                                                                        |
| 10-8-2025                                                              | Mannheim                                                               | Germania                                                               | 80 - 70                                                                | Slovenia                                                               | Amichevole                                                             | 0                                                                      |                                                                        |
| Totale                                                                 |                                                                        | Presenze                                                               |                                                                        |                                                                        | Punti                                                                  |                                                                        |                                                                        |

## Palmarès

### Club
- Campionato sloveno: 1

Krka Novo mesto: 2011-2012
- Campionato spagnolo: 1

Saski Baskonia: 2019-2020
- Supercoppa slovena: 2

Krka Novo mesto: 2010, 2011
- EuroChallenge: 1

Krka Novo mesto: 2010-2011
- Supercoppa italiana: 2

Olimpia Milano: 2016, 2017
- Coppa Italia: 1

Olimpia Milano: 2017
- Coppa di Turchia: 1

Anadolu Efes: 2018
- Coppa di Slovenia: 3

Cedevita Olimpija: 2022, 2023, 2024
- FIBA Europe Cup: 1

Bilbao: 2024-2025

## Vita privata
È il fratello minore del cestista Goran Dragić.